# Sainte-Marie (Québec)
Pour les articles homonymes, voir Sainte-Marie.
 Sainte-Marie, parfois appelée Sainte-Marie-de-Beauce, est une ville canadienne au Québec, chef-lieu de la MRC de La Nouvelle-Beauce, dans la région de Chaudière-Appalaches. Elle fait partie de la région traditionnelle de la Beauce.
Située à 40 km au sud de la ville de Québec, elle tient son nom de Marie-Claire Fleury de La Gorgendière, épouse du premier seigneur de Sainte-Marie, Thomas-Jacques Taschereau, à qui la seigneurie fut concédée en 1736.
Sainte-Marie est un centre industriel, commercial et agricole important dont l'influence s'étend dans toute la région environnante. Sa population est de 13 565 en 2016. Elle est donc la deuxième ville en importance de la Beauce, après Saint-Georges.

## Histoire
La seigneurie de Sainte-Marie-de-la-Nouvelle-Beauce, aussi appelée Taschereau du nom de son premier propriétaire, a été concédée en 1736. La paroisse a été fondée en 1737 et érigée canoniquement en 1835. La plupart des premiers colons venaient de l'île d'Orléans et de la Côte de Beaupré.
Comme dans de nombreuses localités du Québec, la partie plus urbanisée (le « village ») s'est séparée de la paroisse en 1913 et a obtenu le statut de ville en 1958 et les deux parties se sont à nouveau réunies en 1978.

### Chronologie

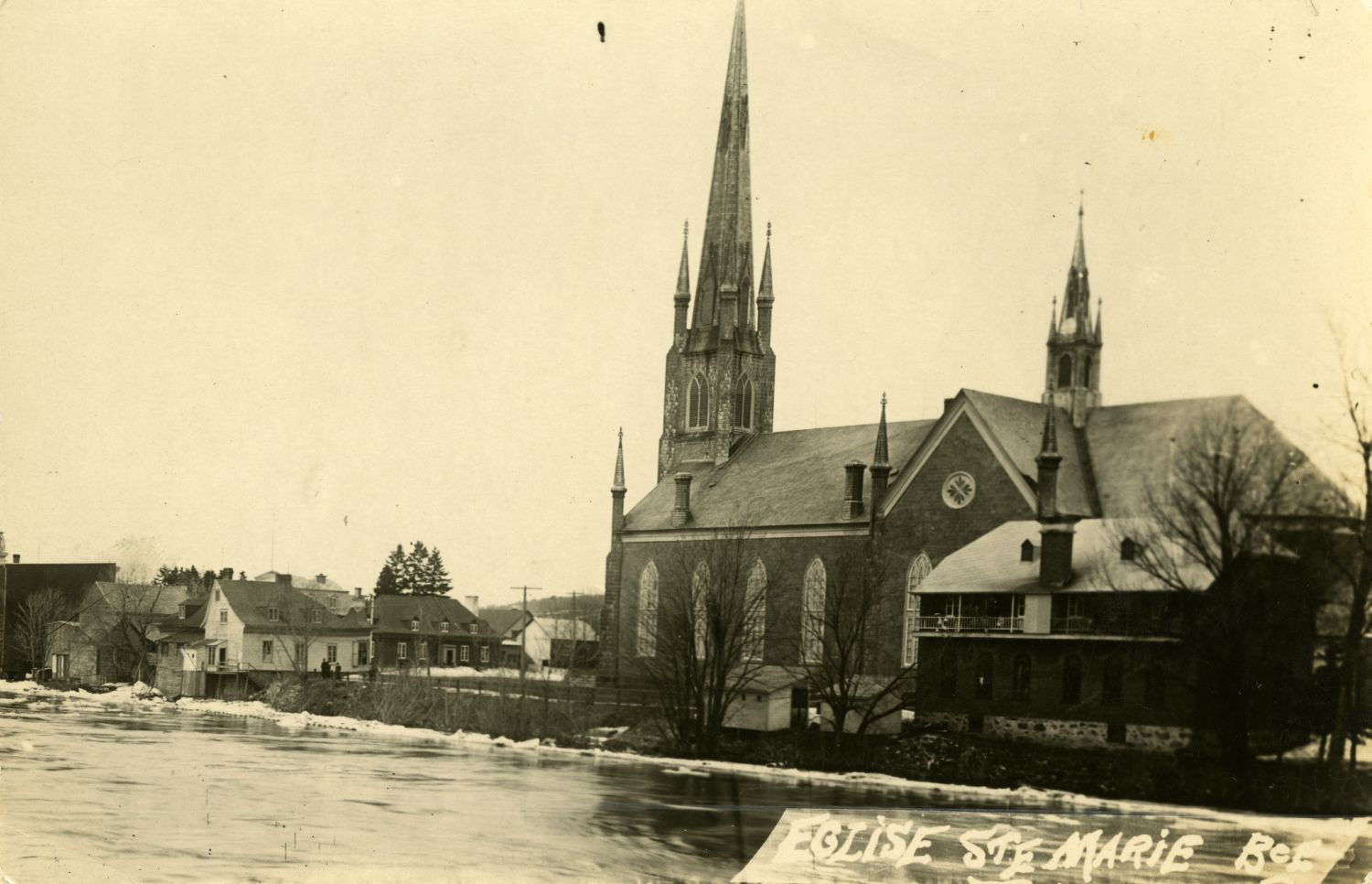
L'église et la rivière en 1920

- 1er juillet 1845 : Érection de la municipalité de Ste. Marie de Beauce.
- 1er septembre 1847 : Fusion de plusieurs entités municipales dont Ste. Marie de Beauce pour l'érection du comté de Dorchester.
- 1er juillet 1855 : Division du comté de Dorchester en plusieurs entités municipales dont la paroisse de Ste. Marie de la Nouvelle Beauce.
- 30 mai 1913 : Érection du village de Sainte-Marie par la scission de la paroisse.
- 5 avril 1958 : Le village de Sainte-Marie devient la ville de Sainte-Marie.
- 31 janvier 1959 : La paroisse de Ste. Marie de la Nouvelle Beauce devient la paroisse de Sainte-Marie.
- 15 avril 1978 : Annexion de la paroisse de Sainte-Marie à la ville de Sainte-Marie.
- avril 2019 : le centre-ville est ravagé par une inondation printanière majeure. Des centaines d'habitations seront démolies.

## Géographie
La présence de la rivière Chaudière qui traverse Sainte-Marie est l'élément le plus marquant du territoire. 70 % de la superficie est consacré à l'activité agricole. Elle est traversée par l'autoroute 73 et la route 173. Pour les cyclistes, elle est aussi traversée par la route Verte 6.

### Hydrographie
Plusieurs cours d'eau traverse la municipalité :
La rivière Chaudière traverse la municipalité, à l'ouest de la ville, du sud-est au nord-ouest. 

#### Confluences rive droite
à partir de son crénon la rivière du moulin coule vers le sud-ouest pour confluer avec la rivière Chaudière au nord-ouest de la municipalité, à partir de son crénon la rivière du Domaine coule vers l'ouest pour confluer avec la rivière Chassé qui travere la municipalité du nord-est au sud-ouest, la rivière Belair traverse le sud-est de la municipalité.

#### Confluences rive gauche
La rivière Vallée qui coule vers l'est dans le nord-ouest de la municipalité et la rivière Savoie dans l'ouest.

## Démographie
| 1986  | 1991   | 1996   | 2001   | 2006   | 2011   | 2016   | 2021   |
| ----- | ------ | ------ | ------ | ------ | ------ | ------ | ------ |
| 9 536 | 10 513 | 10 966 | 11 320 | 11 584 | 12 889 | 13 565 | 13 134 |

Le recensement de 2016 y dénombre 13 565 habitants, soit 17,1 % de plus qu'en 2006.

## Administration
Les élections municipales se font en bloc et suivant un découpage de six districts.
| Sainte-Marie Maires depuis 2002                                                                                      |               |         |          |
| Élection | Maire         | Qualité | Résultat |
| 2002 | Harold Guay   |         | Voir     |
| 2005 | Harold Guay   | Voir    |          |
| 2009 | Harold Guay   | Voir    |          |
| 2013 | Gaétan Vachon |         | Voir     |
| 2017 | Gaétan Vachon | Voir    |          |
| 2021 | Gaétan Vachon | Voir    |          |
| Élection partielle en italique Depuis 2005, les élections sont simultanées dans toutes les municipalités québécoises |               |         |          |

## Commerces et industries
Le secteur industriel de Sainte-Marie participe à la renommée dont jouit la Beauce à titre d'un des centres économiques les plus dynamiques du Québec. Sainte-Marie est l'héritière d'une tradition d'entraide (les fameuses corvées) et de travail.
Dotée de deux parcs industriels situés en bordure de l'autoroute 73, Sainte-Marie détient 60 % des emplois industriels dans la MRC de La Nouvelle-Beauce. Avec un taux d'exportation de 40 %, l'économie régionale est largement ouverte sur l'extérieur, principalement vers les États-Unis. Elle profite de la proximité de Québec, de la frontière américaine et des grands axes routiers.
Elle est particulièrement reconnue comme étant la ville des gâteaux Vachons. L'entreprise y fut fondée en 1922.

### Profil socio-économique
- Budget municipal (millions $) 11,2
- Nombre d'entreprises : 799
- Emplois secteur primaire: 240 emplois
  - Secteur agricole (1997) : 88 entreprises
- Emplois secteur secondaire 2205
  - Secteur manufacturier (1999) : 51 entreprises
- Emplois secteur tertiaire 3210 emplois
  - Détaillants (1999) : 178 entreprises
  - Services (1999) : 482 entreprises

En 1999, Sainte-Marie comptait :
- 43 bâtiments industriels
- 110 bâtiments commerciaux
- 2 parcs industriels avec 38 occupants

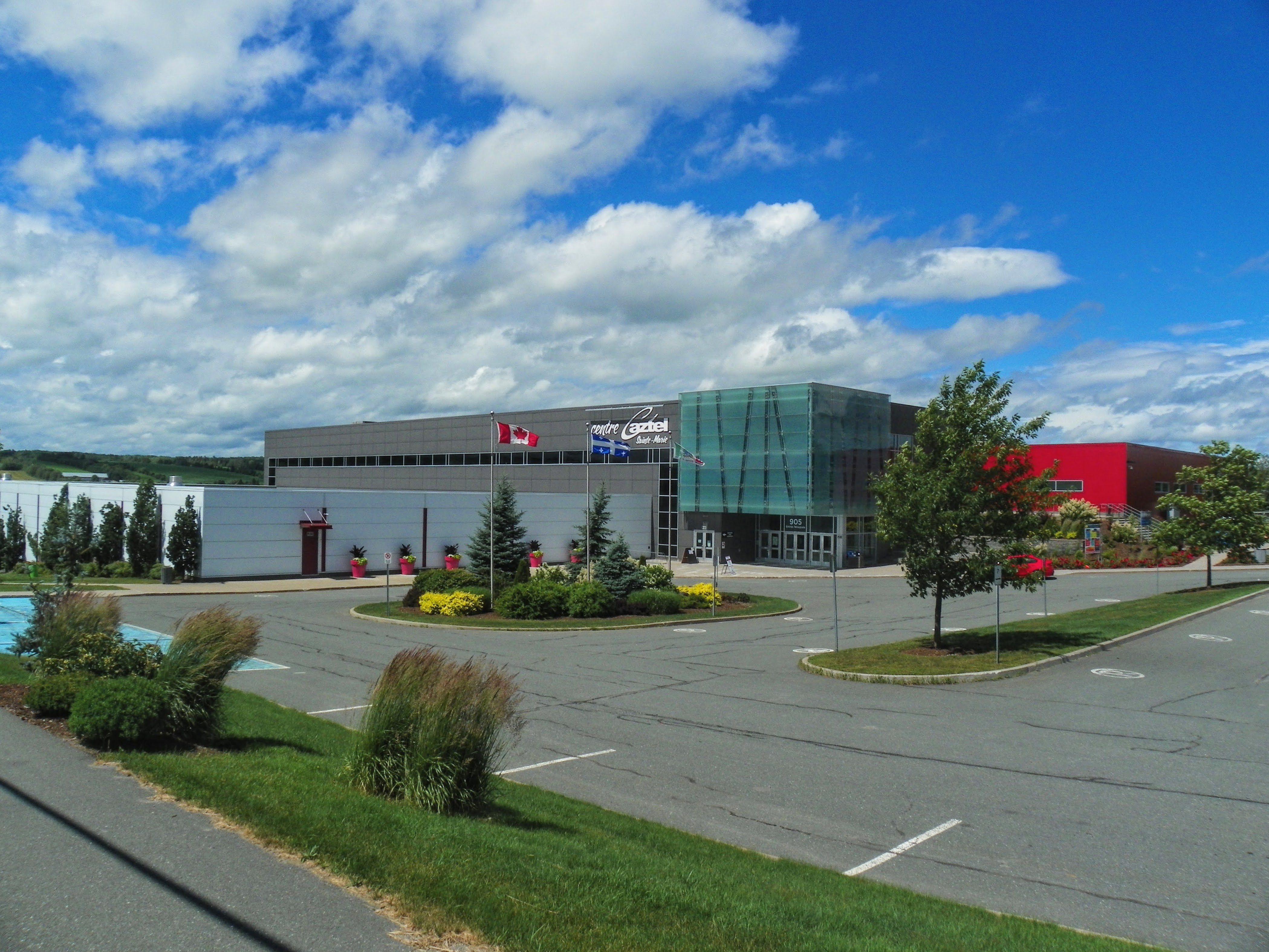
L'aréna Centre Caztel.

#### Éducation et loisirs
- Écoles primaires 4
- École secondaire 1
- Enseignement collégial (campus) 1
- Enseignement universitaire (centre hors campus) 1
- Centres de formation spécialisés (langues, etc.) 6
- Parcs et terrains de jeux 9
- Domaine Taschereau (centre d'interprétation écologique & parc récréatif)
- Tennis 4
- Bibliothèque, aréna, piscine extérieure, piscine intérieure, terrains de football et de soccer
- Salle Méchatigan
- Centre Caztel
- CPE 2

#### Santé
- Cliniques médicales et dentaires 9
- CLSC (Centre local de services communautaires) 1

### Parcs industriels
- Année d'ouverture : 1971 (secteur ouest), 1999 (secteur est)
- Superficie totale : 1 161 328 m2 - 12 487 400 pi2
- Superficie disp. : 505 501 m2 - 5 435 545 pi2
- Occupants : 38
- Services : Égout et aqueduc dans les deux parcs, gaz naturel dans le secteur ouest seulement

### Entreprises
Principales entreprises de Sainte-Marie
- Vachon (gâteaux et pâtisseries)
- Maax inc. (produits sanitaires acrylique, fibre de verre, ABS)
- WestRock du Canada Inc. (emballages en carton)
- Constructions Beauce-Atlas (structures d'acier)
- Beton Bolduc (Pavé et terrassement)

## Attraits

- Logo

- Festival Sportif : Le festival sportif a pour but de promouvoir l'activité physique et sportive pour tous. L'évènement initié en 2005 se déroule généralement lors de la seconde fin de semaine de juin.
- Économusée Le Forgeron D'or[7]
- Musée de l'aviation
- Maison J.-A. Vachon[8]

## Éducation

### Primaire
- École l'Éveil (Pré-Maternel à 2e année)
- École Maribel (2e année à 4e année)
- École Monseigneur-Feuiltault (4e année à 6e année)
- École Trinlingue Vision Beauce (Pré-Maternel à 6e année)

### Secondaire
- Polyvalente Benoit-Vachon (1re année du secondaire à 5e année du secondaire)

### Collégial
- Cégep Beauce-Appalaches - Campus de Sainte-Marie

## Personnalités nées à Sainte-Marie
- Louis-Philippe Audet, historien
- Marius Barbeau, folkloriste
- Bobby Beshro, comédien

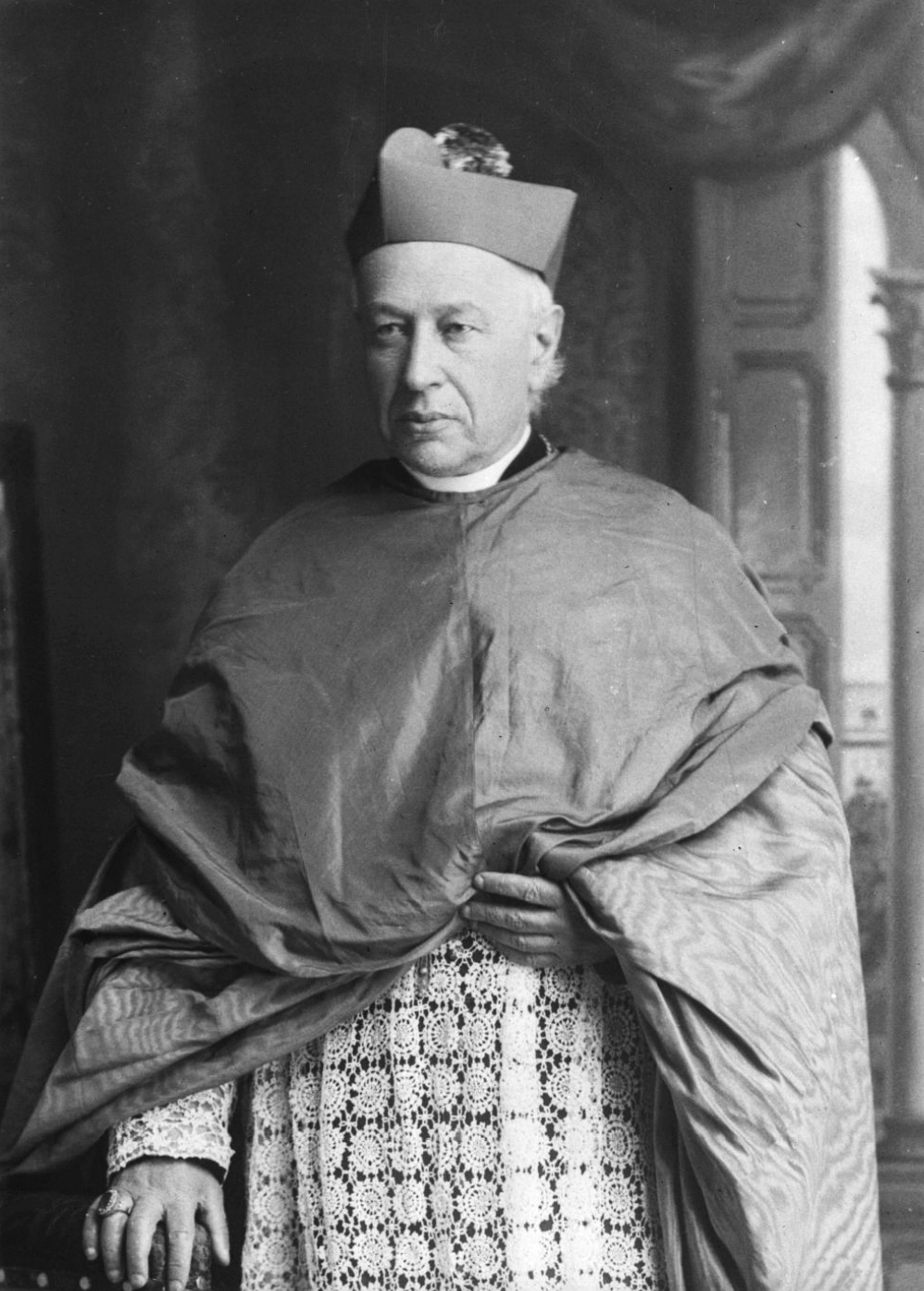
Le cardinal Elzéar-Alexandre Taschereau

- Thomas Chabot, joueur de hockey sur glace
- Fabien Cloutier, comédien et humoriste
- Guillaume Cyr, acteur
- Jonathan Ferland, joueur de hockey sur glace
- Henri-Jules Juchereau Duchesnay, homme politique
- Édouard Lacroix, industriel et homme politique
- Thomas Linière Taschereau, homme politique
- Elzéar-Alexandre Taschereau, cardinal catholique
- Henri-Elzéar Taschereau, juge
- Georges Turcot, homme politique
- Joseph Fecteau, pilote de brousse
- Arthur Fecteau, pilote de brousse
- Thomas Fecteau, pilote de brousse

## Jumelage
Pont-du-Château (France)